# Beigan
Beigan (北竿鄉S, Běigān XiāngP) è un comune di Taiwan, situato nella provincia di Fujian e nella contea di Lienchiang (isole Matsu).